# 中美毛臀刺鼠
中美毛臀刺鼠（学名：Dasyprocta punctata），又名蹄鼠，是一種刺豚鼠。牠們廣泛分佈在中部美洲及南美洲。北方分佈地由恰帕斯州及猶加敦半島至厄瓜多爾及哥倫比亞北部及委內瑞拉西部。南方分佈地則由秘魯及玻利維亞南部，經巴西及巴拉圭西南部至阿根廷北部。牠們被引進到古巴東部及西部及開曼群島。在中部美洲，牠們於海拔2400米的低地出沒。

## 形態
中美毛臀刺鼠體長約42-62厘米，尾巴長1-3.5厘米。牠們重1.3-4.0公斤，體型一般都很修長。牠們的耳朵很短，後腳有三趾，爪像蹄。毛色呈淡橙色至褐色或累色，腹部呈白色至黃色。一些身上會有斑紋，毛質粗糙及有光澤。

## 繁殖及成長
中美毛臀刺鼠是一夫一妻制的，終生只有一個伴侶。雄鼠會向雌鼠撒尿來示愛，令雌鼠狂熱起舞。牠們全年也會繁殖，幼鼠主要是在3月及7月間果實豐富的季節出生。妊娠期為96-126日。每胎一般會產4子，出生時約重22.7克。母鼠伯照顧幼鼠140日，到了另一隻幼鼠出生時，為避免互相攻擊及缺乏食物，前一隻幼鼠就會獨立生活。幼鼠約在487日大就達至性成熟。平均壽命為13.8歲。

## 生態
中美毛臀刺鼠是有領域及棲於地上，適合高速奔跑。牠們會以腳趾來行走，快走及奔馳，可以跳高於6呎。牠們喜歡熱帶的環境。牠們會在水源周圍挖細小的洞。當領土被入侵時，雄鼠會出來襲擊入侵者。
中美毛臀刺鼠主要吃果實，並會尋找有果實的樹。牠們能夠從遠處聽見果實掉下來的聲音。當食物豐富時，牠們會藏起種子。牠們有時也會尋找及吃蟹、菜蔬及其他植物。
中美毛臀刺鼠大部份時間都是以後腳來刷身體，藉以除去寄生蟲、蝨及蟎。牠們是日間活動的，但若受到捕獵時，牠們會轉為夜間活動。牠們怕熱，故會生活在水邊來降溫。

## 行為
中美毛臀刺鼠的視覺、聽覺及觸覺溝通很好。雄鼠及雌鼠都有肛門腺，可以劃定疆界或多種結構。

## 外部連結
- Infonatura（页面存档备份，存于）
- Decker, J. 2000. Dasyprocta punctata（页面存档备份，存于） (On-line), Animal Diversity Web. Accessed November 26, 2008